# Сан Микеле ал Таљаменто
Сан Микеле ал Таљаменто (итал. San Michele al Tagliamento) је насеље у Италији у округу Венеција, региону Венето.
Према процени из 2011. у насељу је живело 3735 становника. Насеље се налази на надморској висини од 4 м.

## Становништво
Према резултатима пописа становништва 2011. у општини је живело 12.028 становника.
| 1931. | 1936.  | 1951.  | 1961.  | 1971.  | 1981.  | 1991.  | 2001.  | 2011.  |
| ----- | ------ | ------ | ------ | ------ | ------ | ------ | ------ | ------ |
| 9.507 | 10.762 | 12.580 | 11.093 | 11.035 | 11.961 | 11.916 | 11.441 | 12.028 |